# Débit cardiaque
 (juin 2025).
Si vous disposez d'ouvrages ou d'articles de référence ou si vous connaissez des sites web de qualité traitant du thème abordé ici, merci de compléter l'article en donnant les références utiles à sa vérifiabilité et en les liant à la section « Notes et références ».
Le débit cardiaque est le volume de sang fourni par le cœur par unité de temps. Il s’exprime en L/min

## Mesure du débit cardiaque
Comme pour toute mesure de débit, il s'agit de mesurer le volume fourni par l'appareil étudié (ici le cœur) par unité de temps. Si l'on peut mesurer le débit d'un robinet d'eau en recueillant la totalité du liquide émis par celui-ci, on ne peut pas — bien sûr — recueillir la totalité du volume de sang fourni par le cœur, faute de survie du sujet étudié. Dans ces cas là, on utilise la méthode de dilution d'un index. L'injection d'un index dans le sang et l'analyse de sa concentration en aval, permet par intégration de calculer le débit du liquide considéré.
La méthode initiale de référence a été l'injection de vert d'indocyanine. Injecté par un cathéter inséré  dans l'artère pulmonaire, on mesurait la densité optique du vert en aval, quelques centimètres plus loin. Bonne méthode, elle avait comme inconvénient que le vert d'indocyanine s'accumulait et au bout de quelques mesures le sang était saturé par le produit.
L'apparition de thermistances précises (qui mesurent la température instantanée) au début des années 1970 a permis à deux chercheurs nord-américains de faire fabriquer un cathéter multi-canaux comportant un canal pour l'injection de liquide glacé (du sérum glucosé proche de 0 °C en général) et les deux fils électriques d'une thermistance (plus deux autres canaux qui servent à d'autres usages). Ce cathéter encore utilisé aujourd'hui en hémodynamique courante s'appelle la sonde de Swan-Ganz.

### Mesure de débit cardiaque par thermodilution
Réalisée à l'aide d'un cathéter de Swan-Ganz, cette technique permet de déterminer le débit cardiaque de façon indirecte :
- une certaine quantité de liquide (à température de la pièce ou à 0 °C) est injectée par le site proximal du cathéter ;
- la variation de la température par la thermistance située au bout du cathéter (donc, en aval du lieu d'injection) est globalement proportionnelle au débit cardiaque.

C'est la méthode de référence en exploration hémodynamique mais elle comporte une assez grande variabilité (dépend en particulier de la vitesse d'injection) : elle doit être donc répétée plusieurs fois et moyennée.

### Mesure par imagerie
Elle se fait par la détermination du volume d'éjection systolique. Le débit cardiaque est ensuite calculé en multipliant cette dernière par la fréquence cardiaque.
Voir article volume d'éjection systolique pour la détermination de ce dernier.

### Mesure pardopplercardiaque
C'est la méthode la plus simple et la plus usitée : le débit est mesuré en multipliant l'intégrale temps-vitesse (surface sous la courbe de doppler continu) du flux aortique par la surface de l'orifice d'éjection calculé en imagerie bi-dimensionnelle. 
L'imprécision de cette méthode est essentiellement due à la mesure de cette surface orificielle. Néanmoins, il suffit de prendre une valeur fixe pour pouvoir comparer différentes mesures dans le temps, à condition que le faisceau d'ultrasons reste bien aligné avec le flux aortique.

### Mesure par impédancemétrie transthoracique
L'impédancemétrie transthoracique est une méthode utilisée notamment pour mesurer le débit cardiaque durant l'exercice physique. La mesure est continue et est simplement réalisée grâce à des électrodes placées sur le buste des sujets.

### Principe de Fick
Elle peut être calculée grâce au principe de Fick à partir de la différence artérioveineuse en oxygène et de la consommation d'oxygène.
Qc= VO2/(CaO2-CvO2)
Qc= VO2/DAVO2
- CaO2 : Contenu artériel en oxygène, ponctionné au niveau d'une artère,
- CvO2 : contenu veineux en oxygène (sang veineux mêlé), ponctionné au niveau de l'artère pulmonaire, DAVO2 : différence artério-veineuse en oxygène, VO2 : consommation d'O2 (en L/min)

## Valeur du débit cardiaque
Le débit cardiaque chez l'humain est d'environ 5 L·min-1 au repos(valeur systémique). Lors d'un effort, il augmente et peut atteindre les 30 voire 40 L·min-1 chez des individus bien entraînés.
Pour illustrer (au repos), le sang, en prenant comme point de départ le coeur, reviendra à celui ci après avoir fait un tour en une minutes en moyenne .